# تنگ رغز
تنگ رغز یک تنگۀ آبی در دل در میان رشته کوه‌های زاگرس جنوبی است. رغز نام دره‌ای در بخش فسارود شهرستان داراب در استان فارس است. این تنگه زیبا که در سال‌های اخیر شناخته شده در فاصلۀ ۲۵ کیلومتری شهر داراب و در بخش فسارود و در مجاورت روستاهای گردشگری شمس‌آباد و حسن‌آباد واقع شده است. این دره آبی زیبا از ۶۴ آبشار و ده‌ها حوضچه تشکیل شده است که چهارده آبشار آن بزرگ و قابل‌توجه است. برخی از آبشارها توسط گروه‌های کوهنوردی و اهالی محل نامگذاری شده‌اند.
| آبشار نگین با ارتفاع ۱۶ متر  | آبشار بوم رنگ به ارتفاع ۷ متر | آبشار مسعود به ارتفاع ۸ متر  |
| آبشار فتح به ارتفاع ۸ متر    | آبشار حکمت به ارتفاع ۱۱ متر   | آبشار کبوتر به ارتفاع ۲۵ متر |
| آبشار دماغه به ارتفاع ۱۲ متر | آبشار آذرخش به ارتفاع ۶۵ متر  | آبشار یادگار به ارتفاع ۴ متر |

رغز به معنای راه بکر و لغزنده است. تنگ رغز که در میان بومیان به تنگ رودخیز نیز شناخته می‌شود، و معروف به عروس دره‌های ایران است. درۀ رغز به طول تقریبی ۴ کیلومتر در امتداد شمال به جنوب از سرچشمه رغز تا دره جنوبی، ۶۴ آبشار و حدود ۱۰۰ حوضچۀ طبیعی را در خود جای داده است. در حد واسط منطقه سرچشمه و درۀ جنوبی رغز، ده‌ها آبشار و آبگیر زیبا در شکل‌های مختلف وجود دارد که پیمایش آنها تنها با استفاده از وسایل فنی و دره‌نوردی امکان‌پذیر است.
از زیباترین و مشهورترین حوضچه‌های تنگ رغز حوضچۀ عشق است که عموم بازدیدکنندگان و کوهنوردان مدتی را در کنار آن که حوضچه‌ای به شکل قلب هست توقف کرده و فیلم و عکس می‌گیرند.